# 308 î.Hr.

## Nașteri
- dată necunoscută: Ptolemeu al II-lea Philadelphus  (d. 246 î.Hr.)